# Stygobromus lucifugus
Stygobromus lucifugus е изчезнал вид ракообразно от семейство Crangonyctidae.

## Разпространение
Видът е бил разпространен в Абингдън, окръг Нокс, Илинойс, САЩ.